# Észak-alföldi-hordalékkúpsíkság
Az Észak-alföldi-hordalékkúpsíkság az Északi-középhegység előterében található, a Közép-Tisza-vidék felé lejtő, a Gödöllői-dombságtól kelet-északkeleti irányba a Szerencs-patak völgyéig húzódó terület: Sajó hordalékkúp, Hevesi homok-hát, Zagyva, Galga és Tápió hordalékkúp.

## Kialakulása
A hordalékkúpsíkságot az Északi-középhegységből az Alföldre érkező folyók építették fel. Területén a közép-alföldi részek erőteljes süllyedése miatt legyezőszerűen kiszélesedő, vastag hordalékkúprendszer alakult ki. Vízfolyásai – a hordalékkúp-fejlődés törvényszerűségeinek megfelelően – gyakran változtatták futásirányukat, közben mélységében-szélességében egyaránt változatos szemcseösszetételű üledéket felhalmozva. A terület hordalékkúpjainak épülése a pleisztocén végéig tartott, amikor a szerkezeti mozgások következtében a Tisza a jászsági süllyedék irányába fordult, kettészelve a déli-délkeleti irányba nyúló hordalékkúpokat.

## Jellemzőjük
E hordalékkúpok jellemzői az enyhén hullámos, enyhe lejtésű felszín, valamint a folyóvölgyekkel való tagoltság és a felszínfejlődésből adódó folyóvízi formák (holtágak, morotvák). 
A hordalékkúpsíkság magasabb, szárazabb részein a pleisztocén végén futóhomokformák is képződtek, amelyeket többnyire köpeny borított be. Az antropogén formák közül a Csörsz-árok, a kunhalmok, az agyag- és vályoggödrök, valamint a kavicsbányák tavai a legjellemzőbbek. A hajdani erdős sztyeppet az ember teljesen átalakította.

## Talajtípusai
Az uralkodó csernozjom barna erdőtalajok mellett réti, szolonyeces réti, réti csernozjom talajok jellemzik. 

## Éghajlata
Évi csapadékösszege 550-570 mm. A nyári félév napfénytartam összege 1420-1470 óra, teljes hőösszege 3050-3150 °C.